# Love & Peace
Love & Peace ist ein Jazzalbum des Joachim Kühn New Trio mit Chris Jennings (Kontrabass) und Eric Schaefer (Schlagzeug). Die Aufnahmen entstanden am 15. und 16. Mai 2017 in Frankreich und erschienen am 26. Januar 2018 bei ACT.

## Hintergrund
Nachdem das New Trio auf dem Vorgängeralbum Beauty & Truth zwei Titel der Doors („Riders on the Storm“ und „The End“) gecovert hatte, gibt es auf dem vorliegenden Album Interpretation von „The Crystal Ship“ von 1967. Das Trio setzt sich auch mit einer weniger bekannten Komposition von Ornette Coleman auseinander, „Night Plans“, die Kühn ursprünglich im Duo mit Coleman auf dem Album Colors: Live from Leipzig (1997) aufgenommen hatte. Alle weiteren Kompositionen stammen von Joachim Kühn; Jennings und Schaefer steuern jeweils eine Komposition bei, eine weitere stammt von Modest Mussorgsky.

## Titelliste

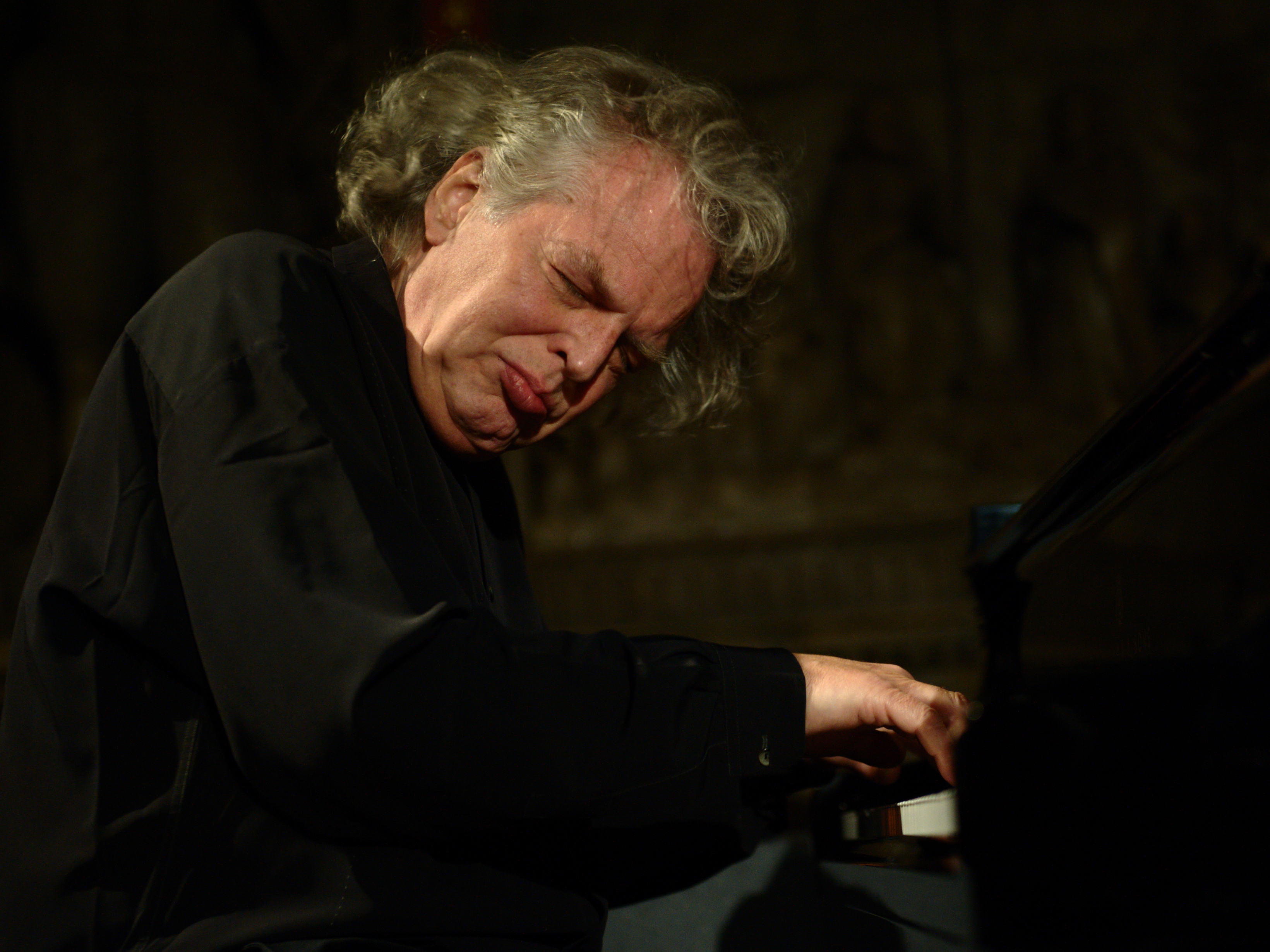
Joachim Kühn (2016)

- Joachim Kühn New Trio: Love & Peace (ACT 9861-2)[2]

1. Love And Peace 	1:59
2. Le Vieux Chateau (Modest Mussorgsky) 4:12
3. The Crystal Ship (The Doors) 3:19
4. Mustang 5:14
5. Barcelona - Wien 	3:50
6. But Strokes Of Folk 	4:14
7. Lied ohne Worte No. 2 (Eric Schaefer) 3:43
8. Casbah Radio (Chris Jennings) 3:52
9. Night Plans (Ornette Coleman) 4:17
10. New Pharoah 5:20
11. Phrasen 6:31

- Alle anderen Kompositionen stammen von Joachim Kühn.

## Rezeption
Brian Marley (London Jazz News) vergleicht das aktuelle Trio mit den Aufnahmen von Joachim Kühns früherem Trio mit J.-F. Jenny-Clark (Bass) und Daniel Humair (Schlagzeug), war eine der großen, allerdings unterbewerteten Gruppen der 1980er- und 1990er-Jahre. „Sie mischten lyrische frei fließende Improvisation mit einprägsamen Kompositionen (meist von Kühn verfasst) und einer Prise Standards, zu denen sie immer etwas Frisches und Wertvolles brachten. Alben wie From Time to Time Free und Live 1989 (beide auf CMP) waren Benchmark-Aufnahmen in Bezug auf starke Gruppeninteraktion und ein ausgewogenes Materialprogramm“, so der Autor. Nach Ansicht Marleys brachte Kühns gegenwärtiges Trio „ein hohes Maß an Nervosität und Dringlichkeit in seine Musik, die in späteren Aufnahmen weniger hartnäckig, gemessener, aber nicht weniger versiert wurde.“ Damit knüpfe das neue Trio mit Chris Jennings und Eric Schaefer natürlich an die späteren Aufnahmen von Kühn, Jenny-Clark und Humair an. Das reichhaltige harmonische Material, das Kühn aus Colemans ziemlich unkomplizierter Melodie herausholt, sei wirklich etwas Besonderes. Wie bei allem anderen auf Love & Peace sei ein wiederholtes Hören erforderlich, „um die subtile Komplexität der Musik dieses Trios voll zu verstehen, aber die Mühe lohnt sich.“
Michael Scheiner (Jazzzeitung) schrieb: „Kühn klingt wie Kühn, aber gleichzeitig auch anders als gewohnt. Unter seinem erstaunlich entspanntem Zugriff klingt das Love & Peace-Album spürbar ruhiger, gelassener, man könnte sogar sagen altersweiser, als alles, was man sonst von ihm kennt.“ Zwar gebe es noch „erregend zuckende und hemmungslos schweifende Momente“, doch sie seien rar. Schlagzeuger Eric Schaefer und der kanadische Bassist Chris Jennings begleiten die pianistischen Exkursionen „unaufdringlich groovend, akzentuieren mit Feingefühl und lässiger Nonchalance.“ Trotz des eher ruhigen Eindrucks, den das Album mache, tauchten „auch immer wieder dichte, schnelle Momente auf, hart und präzise konturierte Klangbilder, in die sich Dissonanzen mischen und – feiner Humor, gut dosiert und mit einem Lächeln ausgespielt.“
Nach Ansicht von Karl Ackermann (All About Jazz) sind die elf Titel von Love & Peace „kompakt und knackig mit geradlinigen Melodien“, sechs davon von Kühn. Die Vielfalt der Inspirationen beeinträchtige nicht das Gesamtthema. Bei jedem der hier gebotenen Stücke zeige Kühn „seine einzigartige Fähigkeit, einen harmonischen Kern in seinen ungewöhnlichen musikalischen Erfindungen zu bewahren.“